# 绝对无限
绝对无限是数学家康托尔的超越超限数的无限概念。康托尔把绝对无限等同于神。他坚持绝对无限有各种数学性质，包括绝对无限的所有性质也被某些更小的对象所持有。

## 康托尔的观点
引证康托尔所说:
实际无限在三个上下文中出现: 首先在它被认识于最完善的形式中，在完全独立的其他世界的存在中，“in Deo”的时候，这里我称呼它为绝对无限或简单的称为无限；其次在它偶然性的出现在 神造世界中的时候；第三在精神“在观念上”把它掌握为数学上的量、数或序类型的时候。
康托尔还在著名的1899年7月28日给理查德·戴德金的信中提到了这个想法:
一个多重列(multiplicity)被称为良序的，如果它符合所有子多重列都有第一个元素的条件；我把这种多重列简称为“序列”。
...
现在我正视所有数序数的系统并把它指示为 Ω。
...
处于依照大小的自然排序下系统 Ω 是“序列”。现在让我们毗连 0 作为给这个序列的一个额外元素，如果我们设置这个 0 在第一个位置上则 Ω′仍是序列
0, 1, 2, 3, … ω0, ω0+1, …, γ, …
通过它你可欣然的自我确信，出现在其中的所有的数 γ 都是所有它前面元素(包括 0)的序列的类型[就是序类型]。(序列 Ω 首先对 ω0+1 有这个性质。[ω0+1 应当是 ω0。])
现在 Ω′(因此还有 Ω)不能是相容的多重列。因为如果 Ω′是相容的，则作为良序集合，数 δ 将属于它，而它将大于系统 Ω 的所有的数；但是数 δ 还属于系统 Ω，因为由所有的数组成。所以 δ 将大于 δ，这是一个矛盾。所以:
所有数序数的系统 Ω 是不相容的，绝对无限多重列。

## 布拉利-福尔蒂悖论
所有序数的搜集在逻辑上不能存在，这个想法在很大程度是悖论性的。这与没有最大序数的布拉利-福尔蒂悖论有关。所有这些问题都可以回溯到，对于所有逻辑上可以定义的性质，都存在有这个性质的所有对象的一个集合的想法。但是在康托尔上述论证中，这个想法导致了困难。
更加一般的说，如 A.W. Moore 所表述的，集合形成的过程没有终结，因此没有作为“所有集合的全体”或“集合层次”的这种事物。任何这种总体自身必定是集合，所以位于这个层次中的某个地方而不能包含所有集合。
这个问题的标准解决可在 策梅洛集合论中找到，它不允许对任意性质的无限制的集合形成。转而我们可以形成有某个给定性质并“位于没有给定集合中”的所有对象的集合(策梅洛的分离公理)。这允许在有限制意义上的集合形成，而(有希望)保存理论的相容性。
但是尽管它优雅的解决了逻辑问题，但哲学问题依旧。只要个体们存在这些个体的集合就应存在是很自然的。在朴素的意义上，集合论可以被称为基于了这个概念。策梅洛的修正将提交给我们一个更神秘的真类的概念: 在我们的理论中有着没有作为一个对象(集合)的任何形式存在的对象的类。例如，所有集合的类就是这种真类。

## 注解
1. ↑  Ivor Grattan-Guinness 证实了这封“信”实际上是康托尔的编辑 Ernst Zermelo 从不同时间写的多封信拼凑出来的。(I. Grattan-Guinness, "The rediscovery of the Cantor-Dedekind Correspondence", Jahresbericht der deutschen Mathematik-Vereinigung 76, 104-139)

## 引用
- [1] Rudy Rucker, Infinity and the Mind, Princeton University Press, 1995.
- [2] Ruckerbook Mind Tools
- [3] Heijenoort 1967
- [4] Moore, A.W.  The Infinite, New York, Routledge, 1990
- [5] Moore, A.W.  "Set Theory, Skolem's Paradox and the Tractatus", Analysis 1985, 45
- [6] G. Cantor, 1932. Gesammelte Abhandlungen mathematischen und philosophischen Inhalts. E. Zermelo, Ed. Berlin: Springer; reprinted Hildesheim: Olms, 1962; Berlin/Heidelberg/New York: Springer, 1980.